# Charmes-la-Côte
Charmes-la-Côte är en kommun i departementet Meurthe-et-Moselle i regionen Grand Est (tidigare regionen Lorraine) i nordöstra Frankrike. Kommunen ligger i kantonen Toul-Sud som tillhör arrondissementet Toul. År 2022 hade Charmes-la-Côte 321 invånare.

## Befolkningsutveckling
Antalet invånare i kommunen Charmes-la-Côte
| Referens: INSEE |